# Gramada (Serbia)
Gramada (cyr. Грамада) – wieś w Serbii, w okręgu pczyńskim, w gminie Bujanovac. W 2002 roku liczyła 19 mieszkańców.